# An Byong-jun
Đây là một tên người Triều Tiên, họ là Ahn.
An Byong-jun (アン・ビョンジュン, sinh ngày 22 tháng 5 năm 1990) là một cầu thủ bóng đá người Bắc Triều Tiên thi đấu ở vị trí tiền đạo cho Suwon Samsung Bluewings.

## Thống kê sự nghiệp

### Câu lạc bộ
Cập nhật đến ngày 22 tháng 2 năm 2018.
| Câu lạc bộ          | Mùa giải            | Giải vô địch        | Giải vô địch | Giải vô địch | Cúp Quốc gia | Cúp Quốc gia | Cúp Liên đoàn | Cúp Liên đoàn | Châu lục | Châu lục  | Tổng    | Tổng      |
| Câu lạc bộ          | Mùa giải            | Hạng đấu            | Số trận      | Bàn thắng    | Số trận      | Bàn thắng    | Số trận       | Bàn thắng     | Số trận  | Bàn thắng | Số trận | Bàn thắng |
| ------------------- | ------------------- | ------------------- | ------------ | ------------ | ------------ | ------------ | ------------- | ------------- | -------- | --------- | ------- | --------- |
| Kawasaki Frontale   | 2013                | J1 League           | 0            | 0            | 0            | 0            | 1             | 0             | –        | –         | 1       | 0         |
| Kawasaki Frontale   | 2014                | J1 League           | 5            | 1            | 0            | 0            | 0             | 0             | 0        | 0         | 5       | 1         |
| Kawasaki Frontale   | 2015                | J1 League           | 2            | 0            | –            | –            | 0             | 0             | –        | –         | 2       | 0         |
| JEF United Chiba    | 2015                | J2 League           | 10           | 0            | 1            | 2            | –             | –             | –        | –         | 11      | 2         |
| Zweigen Kanazawa    | 2016                | J2 League           | 15           | 2            | 1            | 0            | –             | –             | –        | –         | 16      | 2         |
| Roasso Kumamoto     | 2017                | J2 League           | 33           | 7            | 0            | 0            | –             | –             | –        | –         | 33      | 7         |
| Tổng cộng sự nghiệp | Tổng cộng sự nghiệp | Tổng cộng sự nghiệp | 65           | 10           | 2            | 2            | 1             | 0             | 0        | 0         | 69      | 12        |

### Quốc tế
Thống kê chính xác đến trận đấu diễn ra ngày 9 tháng 4 năm 2011
| Đội tuyển quốc gia CHDCND Triều Tiên | Đội tuyển quốc gia CHDCND Triều Tiên | Đội tuyển quốc gia CHDCND Triều Tiên |
| Năm                                  | Số trận                              | Bàn thắng                            |
| ------------------------------------ | ------------------------------------ | ------------------------------------ |
| 2011                                 | 2                                    | 0                                    |
| Tổng                                 | 2                                    | 0                                    |